# Weberbauera spathulifolia
Weberbauera spathulifolia là một loài thực vật có hoa trong họ Cải. Loài này được (A. Gray) O.E. Schulz miêu tả khoa học đầu tiên năm 1924.